# Leon Vockensperger
Leon Vockensperger (Rosenheim, 25 agosto 1999) è uno snowboarder tedesco, specializzato in slopestyle e big air.

## Biografia
Originario di Rosenheim e attivo a livello internazionale dal novembre 2015, Leon Vockensperger ha debuttato in Coppa del Mondo il 3 dicembre 2016, giungendo 39º nel big air a Mönchengladbach. Il 22 gennaio 2021 ha ottenuto in slopestyle, a Laax, il suo primo podio nel massimo circuito, chiudendo al secondo posto nella gara vinta dallo svedese Niklas Mattsson. Il 6 marzo dell'anno successivo ha ottenuto la sua prima vittoria, a Bakuriani nella stessa specialità.
In carriera ha preso parte ai Giochi olimpici invernali di Pechino 2022, ottenendo come miglior risultato un 25º posto nel big air e ai Mondiali di Aspen 2021, classificandosi 10º nello slopestyle.

## Palmarès

### Coppa del Mondo
- Miglior piazzamento in classifica generale freestyle: 4º nel 2022
- Miglior piazzamento nella Coppa del Mondo di big air: 14º nel 2022
- Miglior piazzamento nella Coppa del Mondo di slopestyle: 2° nel 2022
- 2 podi:
  - 1 vittoria
  - 1 secondo posto

#### Coppa del Mondo - vittorie
| Data         | Luogo     | Paese   | Disciplina |
| ------------ | --------- | ------- | ---------- |
| 6 marzo 2022 | Bakuriani | Georgia | SS         |

Legenda:

SS = slopestyle